# Un ragazzo tutto nuovo
Un ragazzo tutto nuovo (The New Guy) è un film del 2002 di Ed Decter.

## Trama
Dopo essere stato umiliato davanti a tutti i suoi compagni di scuola, Dizzy Harrison, uno studente diciottenne molto imbranato dell'ultimo anno di high school comincia a comportarsi da bullo e a fare il gradasso per farsi espellere. Dizzy si fa in seguito arrestare in un centro commerciale. In prigione incontra Luther, una ex-vittima di soprusi, che si propone di far diventare meno imbranato Dizzy trasformandolo in un ragazzo completamente diverso.
Questo lo porta a cambiare la sua immagine per essere accettato in un'altra scuola della sua città dove si comporta esattamente come i bulli che lo maltrattavano evitando i suoi vecchi e unici amici per essere accettato dalla ragazza più bella della scuola. Dizzy capisce di aver sbagliato e riesce a far pace con i suoi vecchi amici e grazie ad un glorioso discorso con sfondo una bandiera americana riesce a motivare la squadra di football che non solo vince quella partita ma arriva addirittura in finale.

## Curiosità
- Nel film compaiono Tony Hawk, nel ruolo di se stesso, David Hasselhoff, Tommy Lee, anch'egli nel ruolo di se stesso e Henry Rollins
- Nel film compare Gene Simmons, nel ruolo del predicatore al centro commerciale.
- La scena in cui Dizzy viene portato a scuola con una camionetta della polizia è una citazione dal film Con Air, quando Garland Greene (interpretato da Steve Buscemi) viene portato all'aereo per i detenuti.
- Gli attori sono stati scelti per apparire nei loro ruoli anche nel video dei Simple Plan I'm Just a Kid.

## Distribuzione internazionale
- Stati Uniti: 10 maggio 2002
- Giappone: 31 maggio 2002
- Islanda: 12 luglio 2002
- Francia: 31 luglio 2002
- Belgio: 31 luglio 2002
- Italia: 23 agosto 2002
- Spagna: 20 settembre 2002
- Germania: 31 ottobre 2002
- Messico: 23 agosto 2009